# Buena Vista (Uruguai)
Buena Vista és una petita localitat de l'Uruguai, ubicada al centre-nord del departament de Cerro Largo. Té una població aproximada de 100 habitants, segons les dades del cens del 2004.
Es troba a 149 metres sobre el nivell del mar.